# 卢昂 (安德尔-卢瓦尔省)
卢昂（法語：Louans，法語發音：[lwɑ̃]）是法国安德尔-卢瓦尔省的一个市镇，属于洛什区。

## 地理
卢昂（47°11'3"N, 0°44'47"E）面积18.02 平方千米，位于法国中央-卢瓦尔河谷大区安德尔-卢瓦尔省，该省份为法国中西部省份，北起萨尔特省、东北接卢瓦-谢尔省，东南接安德尔省，南至维埃纳省，西临曼恩-卢瓦尔省。
与卢昂接壤的市镇（或旧市镇、城区）包括：勒卢鲁、圣布朗、圣卡特琳-德菲耶尔布瓦、托克西尼-圣博。

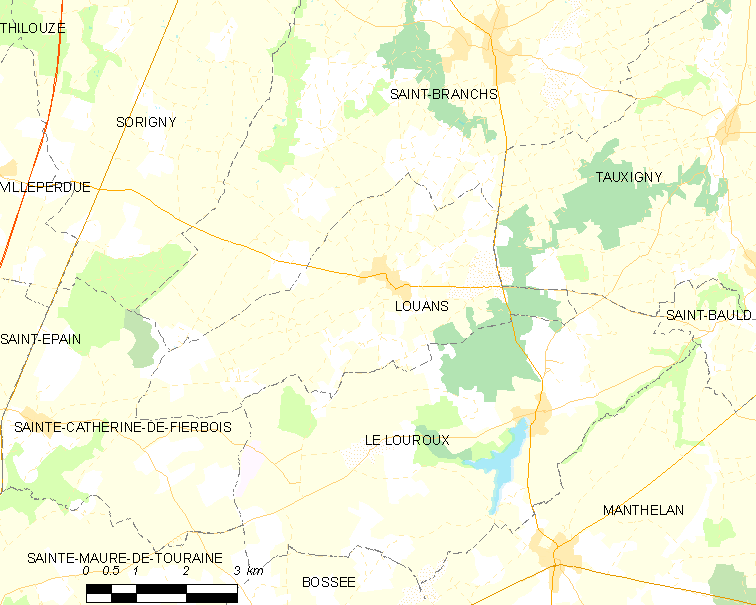
的OSM定位图

卢昂的时区为UTC+01:00、UTC+02:00（夏令时）。

## 行政
卢昂的邮政编码为37320，INSEE市镇编码为37134。

## 政治
卢昂所属的省级选区为笛卡尔县。

## 人口

1962-2008年间人口变化图示

卢昂于2022年1月1日时的人口数量为713人。